# Žiri
Žiri é um município da Eslovênia. A sede do município fica na localidade de mesmo nome.